# دير جفاري
اسم هذا الدير ترجم باسم «دير الصليب». بالنسبة للدير الجورجي في القدس الذي يحمل نفس الاسم.
دير جفاري ( (بالجورجية: ჯვრის მონასტერი) (بالإنجليزية: Jvari Monastery)‏ هو دير جورجي أرثوذكسي من القرن السادس بالقرب من متسخيتا شرق جورجيا جنبًا إلى جنب مع الهياكل التاريخية الأخرى في متسخيتا، تم إدراجه كموقع للتراث العالمي من قبل اليونسكو، ويُعد جفاري حالة نادرة للكنيسة الجورجية المبكرة من العصور الوسطى التي بقيت حتى يومنا هذا دون تغيير تقريبًا، وقد أصبحت الكنيسة أساس نوعها وهو ما يُعرف بنوع جفاري للهندسة المعمارية السائدة في جورجيا وأرمينيا، تم بناء الدير على قمة جبل جفاري الذي يصل ارتفاعه إلى (656 م)، وهو مثال على الارتباط المتناغم مع البيئة الطبيعية التي تتميز بالهندسة المعمارية الجورجية.

## التاريخ
يقف دير جفاري على قمة جبل صخري عند التقاء نهري متكفاري و أراجفي، كما يُطل على مدينة متسخيتا التي كانت في السابق عاصمة مملكة إبيريا.
وفقًا للحسابات التقليدية فإن في هذا الموقع في أوائل القرن الرابع أقامت القديسة نينو -وهي أنثى مبشرة يُعزى إليها تحوُّل الملك ميريان الثالث ملك أيبيريا إلى المسيحية- صليب خشبي كبير (أو كرمة) على موقع معبد وثني، وقد أفادت التقارير أن الصليب كان قادرًا على عمل المعجزات وبالتالي جذب الحجاج من جميع أنحاء القوقاز، أقيمت كنيسة صغيرة على بقايا الصليب الخشبي في عام 545 أثناء حكم غوارام الأول وسُميت «كنيسة جفاري الصغيرة» والتي لا يزال من الممكن رؤيتها بالقرب من الكنيسة الرئيسية من الشَمال.

## الهندسة المعمارية

دير جفاري، منظر من الجنوب الشرقي

بُنيت كنيسة جفاري على هامش منحدر صخري، حيث كانت الواجهة الغربية تقريبًا معلقة على حافة الهاوية، حيث تم تقويتها بجدار مزين، يبدو المعبد وكأنه ينمو من الجبل وقد كانت تلك خطة المهندس المعماري، جفاري هي واحدة من أفضل الأمثلة على العلاقة التوافقية للهندسة المعمارية مع الطبيعة.

وللدير مدخلان من الشمال ومن الجنوب، كما أن المبنى على شكل صليب ممتد من الشرق إلى الغرب مع كل ذراع ينتهي بأقباء نصف دائرية، تُعد كنيسة جفاري مثالًا مبكرًا على «كنيسة ذات أربعة أبواب وأربعة منافذ» وهو ما يُعرف بـ قبة رباعية المحارة،، بين الأقباء الأربعة توجد أقباء أسطوانية ثلاثة أرباع مفتوحة للمجال المركزي ويتم الانتقال من الخليج المركزي المربّع إلى قاعدة أسطوانة القبة من خلال ثلاثة صفوف من الحنيات، وهو إنجاز معماري في وقته، كما يتكون الصف السفلي من أربعة حنيات أكبر حجمًا واثنين علويان من الحجم الأصغر، وأخيراً الصف المكون من 32 جانبًا تمسك القبة. وهكذا ترتكز القبة على الجدران وليس على الأعمدة كما هو الحال في الكنائس اللاحقة مما يخلق مساحة واحدة كاملة ووهم كبير الحجم على الرغم من أن ارتفاع الكنيسة أقل من 25 م، يعد وجود منافذ انتقالية عالية بين المساحة الرئيسية والغرف الأربع الصغيرة حيلة أخرى للمهندس المعماري الذي أراد القضاء على التباين بين المساحات الكبيرة والصغيرة، وقد كان للكنيسة جفاري تأثير كبير على مواصلة تطوير العمارة الجورجية وكانت بمثابة نموذج للعديد من الكنائس الأخرى. 

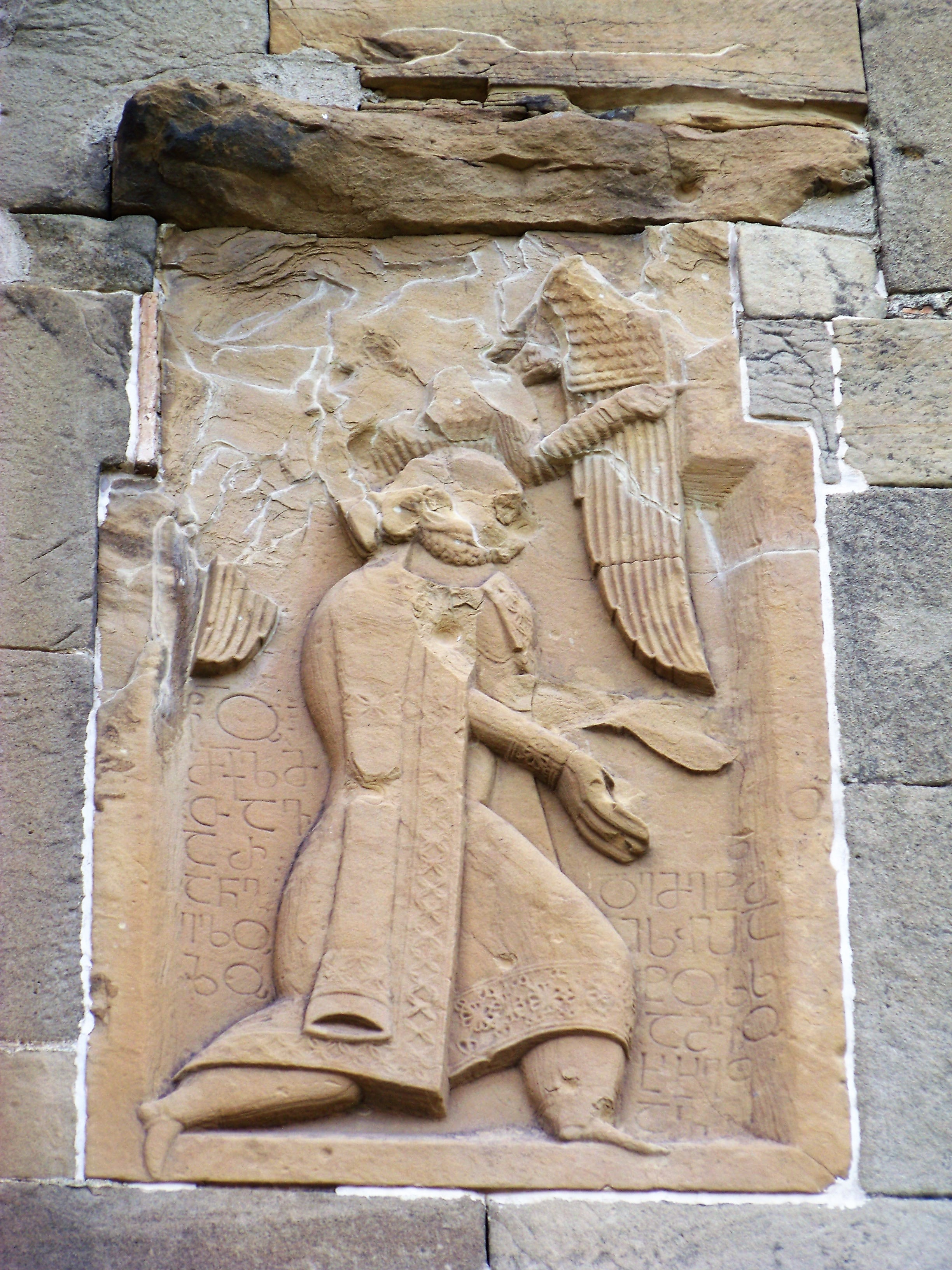
ديميتر هيباتوس. الواجهة الشرقية.
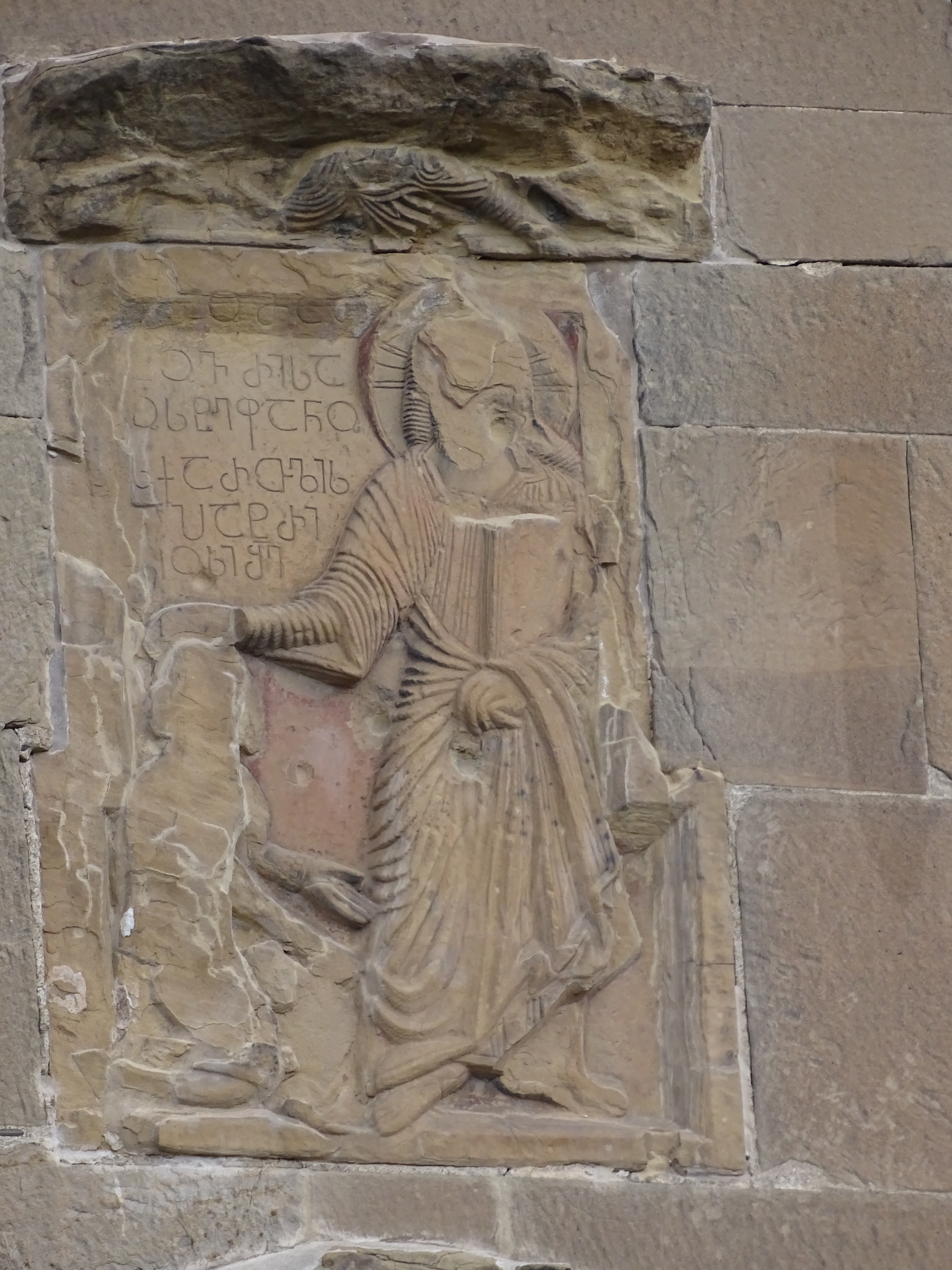
ستيبانوز الأول أمام المسيح. الواجهة الشرقية.
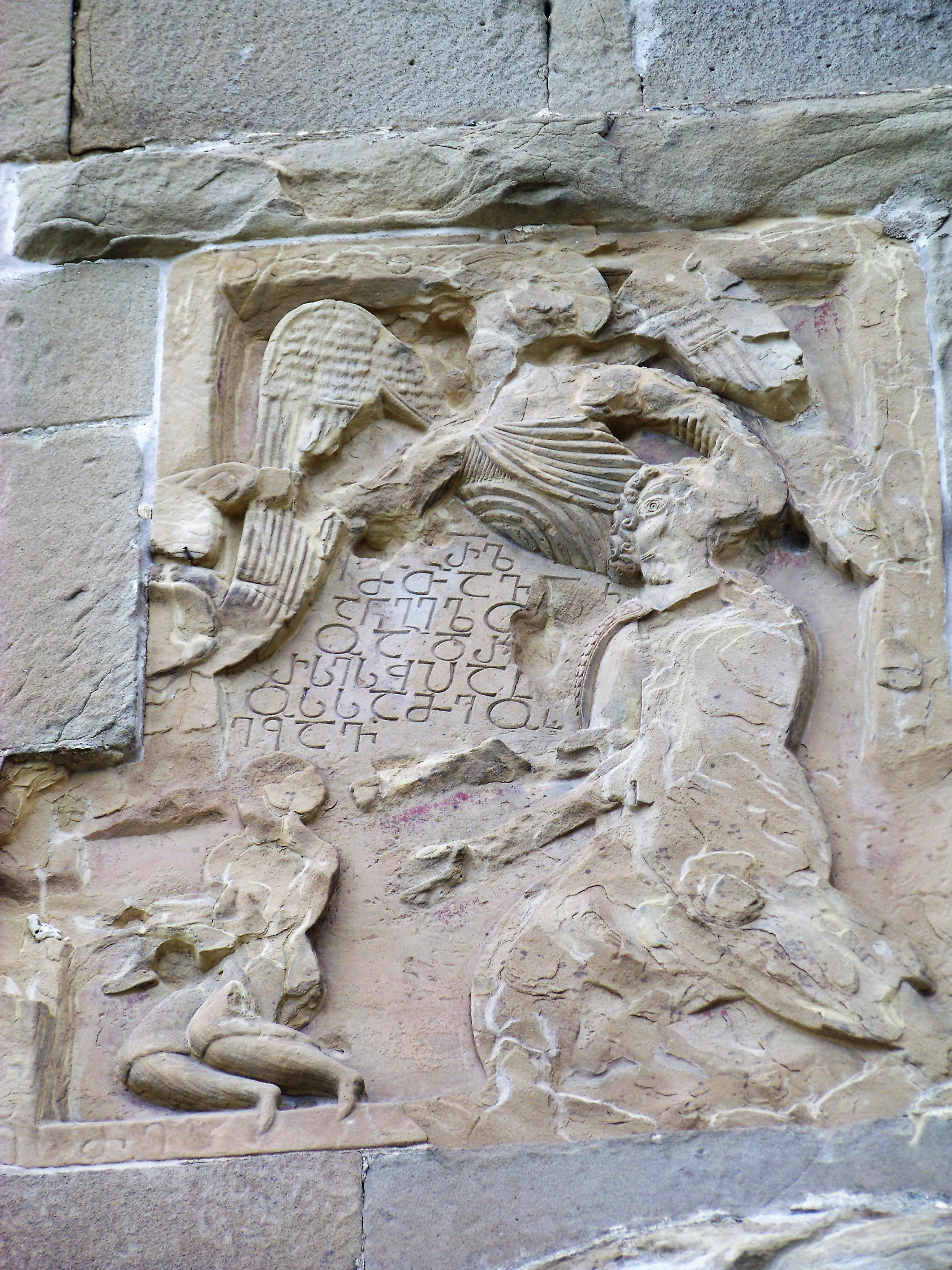
أدارنس مع الابن. الواجهة الشرقية.
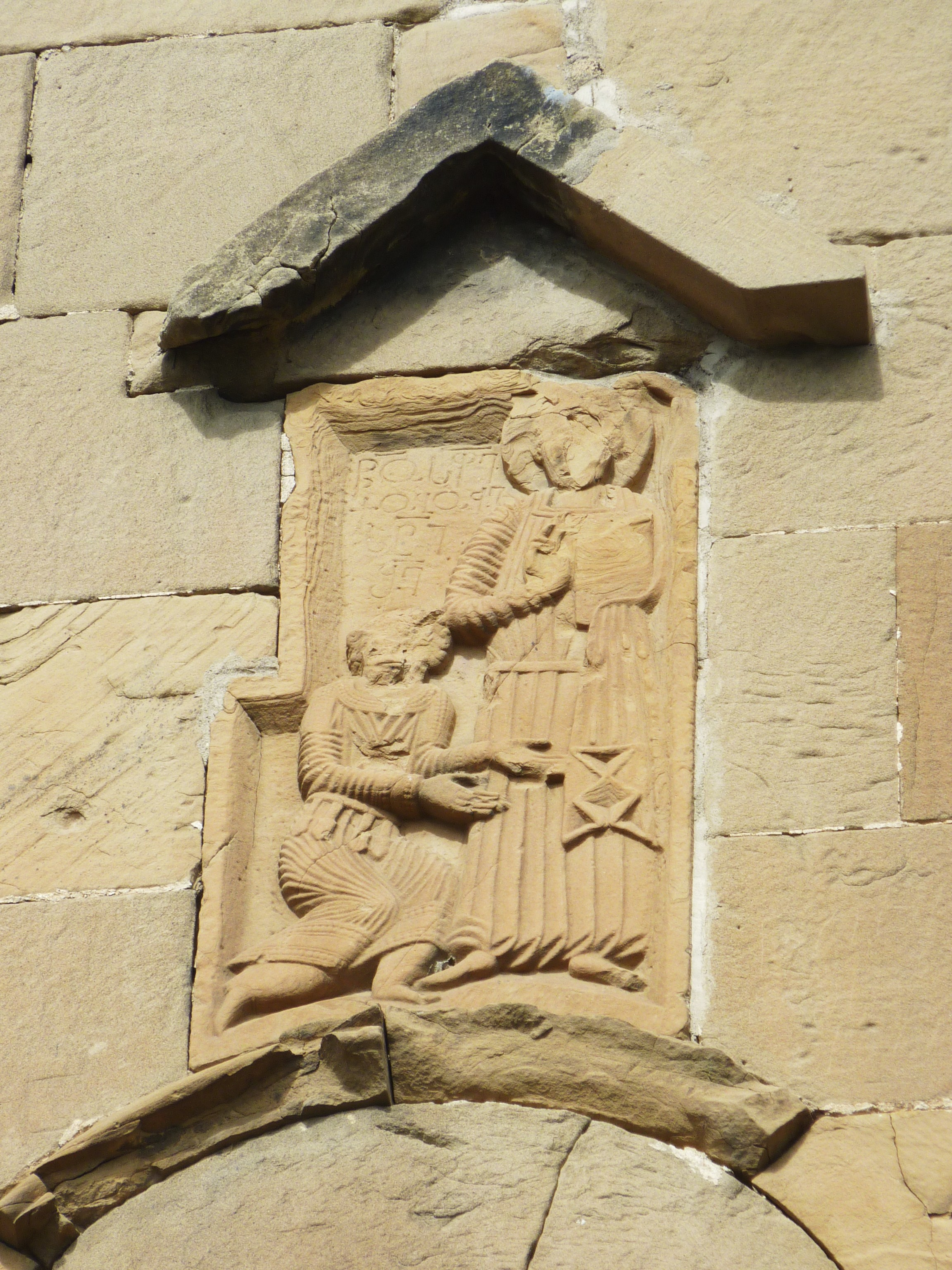
ستيبانوز الثاني أمام المسيح. الواجهة الجنوبية.

## التهديدات
يلعب التآكل دوره في تدهور الدير، حيث تتدهور كتله الحجرية بسبب الرياح والأمطار الحمضية.

## معرض الصور

عرض بانورامي للكنيسة والمناطق المحيطة بها.
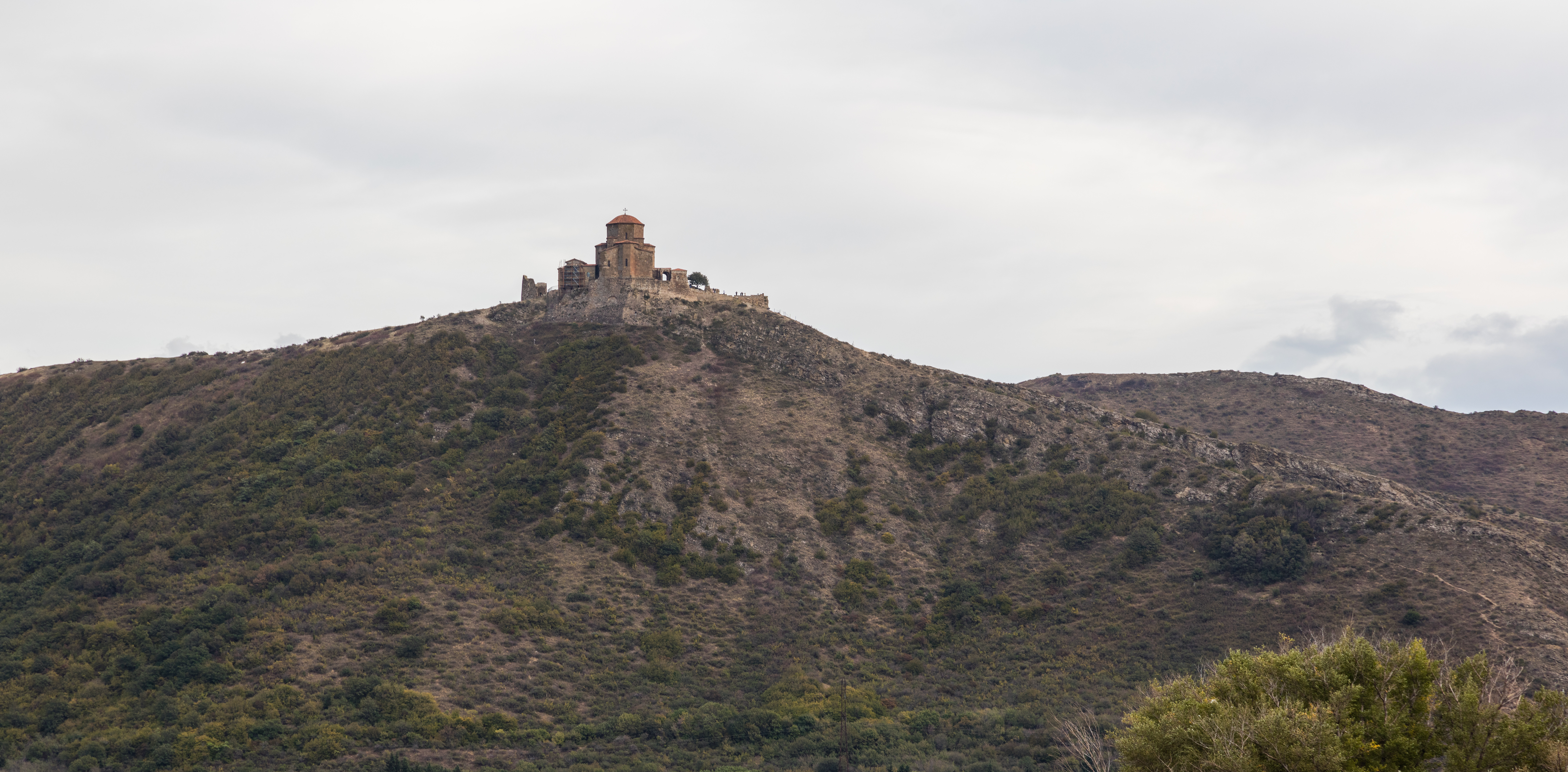
متسخيتا، دير جفاري، منظر من الجنوب.
جورجيا، متسخيتا، دير جفاري. نقش الحجر المنحوت على الجدار الجنوبي الخارجي.
دير جفاري، متسخيتا. منظر داخلي مع صليب خشبي كبير.
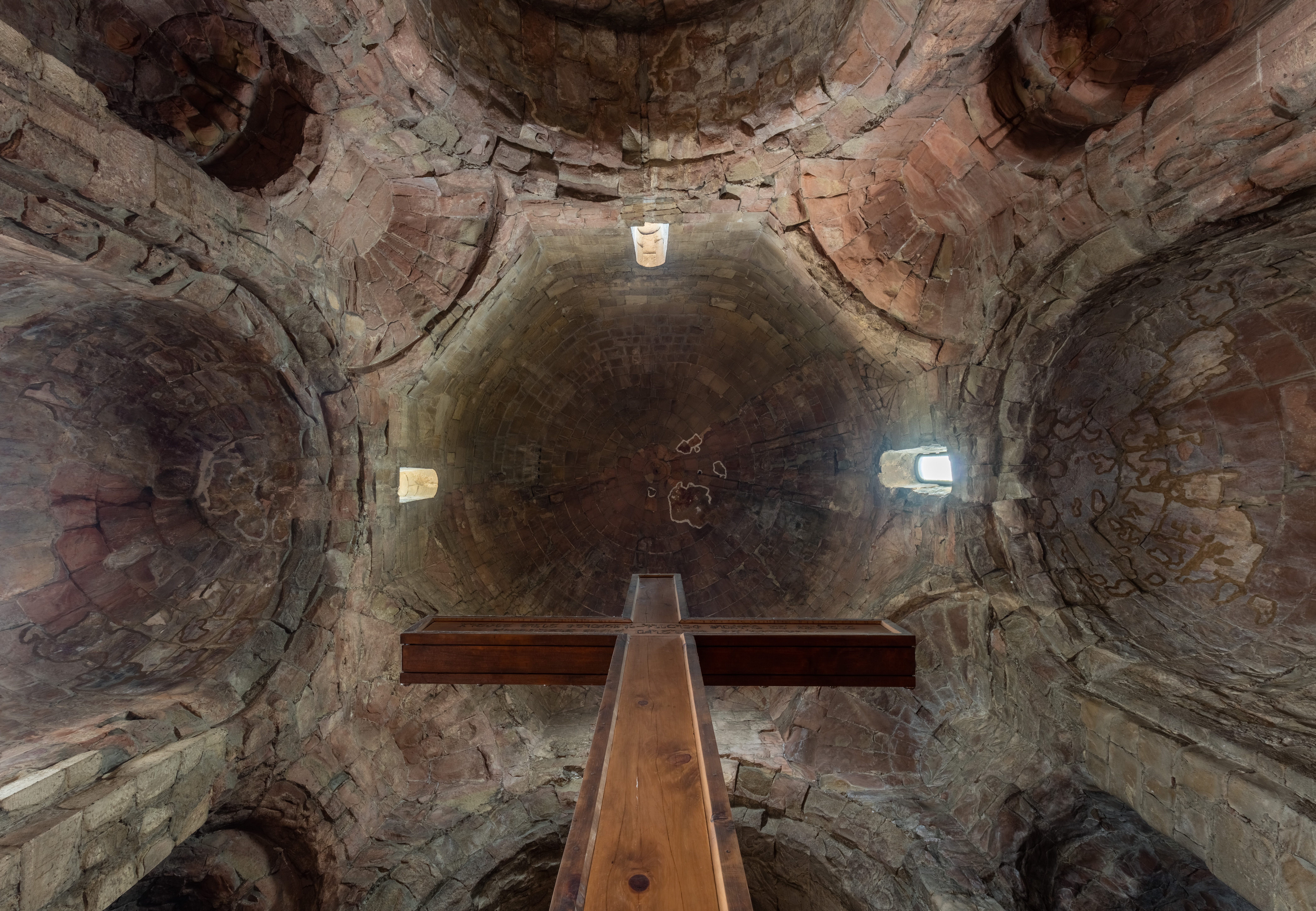
منظر للصليب والقبة.
دير جفاري، متسخيتا، جورجيا. شجرة بها شرائط من القماش وقطع صغيرة من القماش مرتبطة بفروعها.
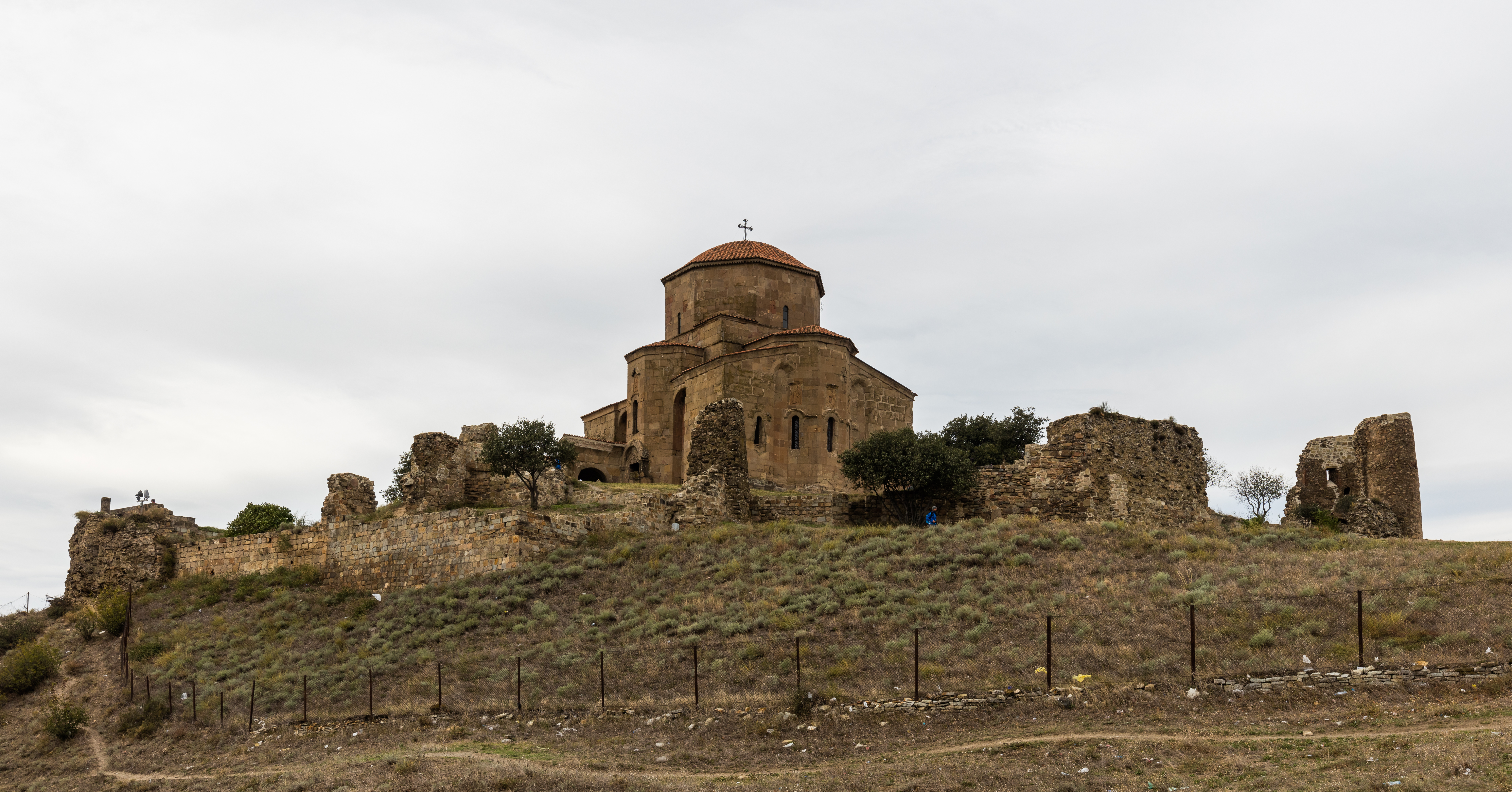
منظر لدير جفاري

## روابط خارجية
- موقع الحكومة الجورجية
- معهد ماكس بلانك
- موقع اليونسكو